# Ruth Rivera Marín

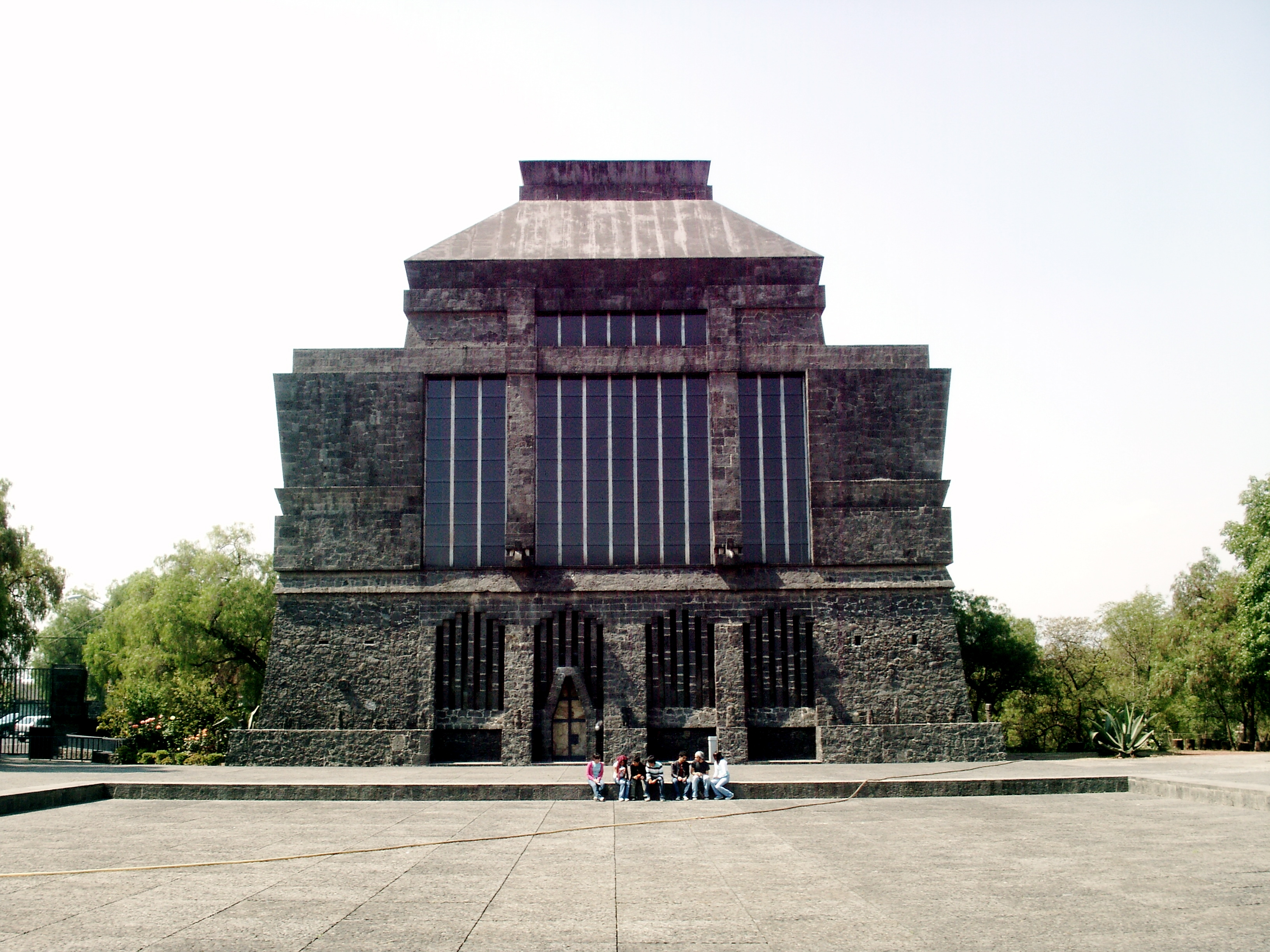
Museo Anahuacalli, en la zona sur de la Ciudad de México, México.

Ruth Rivera Marín (Ciudad de México, 18 de junio de 1927-15 de diciembre de 1969) fue una arquitecta mexicana y la primera mujer en ingresar a la Escuela Superior de Ingeniería y Arquitectura del Instituto Politécnico Nacional de su país. Se dedicó principalmente a la enseñanza, y desde 1959 hasta su muerte fue la jefa del Departamento de Arquitectura del Instituto Nacional de Bellas Artes.

## Primeros años
En 1950 se convirtió en la primera mujer en egresar con el título de ingeniera-arquitecta de la Escuela Superior de Ingeniería y Arquitectura (ESIA) del Instituto Politécnico Nacional (IPN). Durante sus años de formación en la ESIA, incursionó en diversas disciplinas, y tomó clases de literatura, antropología, teatro, danza y bellas artes. Su formación junto a figuras como Diego Rivera, Juan O’Gorman, Pedro Ramírez Vázquez y Enrique Yáñez, forjó su fuerza intelectual y su arraigo nacionalista. Se dedicó a difundir y proteger el patrimonio arquitectónico y artístico de México, y logró importantes aportes desde diferentes facetas: la docencia, la gestión institucional, la teoría y el ejercicio profesional. También se involucró en la construcción del Centro Médico Nacional, y colaboró con Pedro Ramírez Vázquez en el proyecto del Museo de Arte Moderno (Chapultepec, en la Ciudad de México).[cita requerida]

## Trayectoria
A partir de 1952 fue docente en la ESIA en las cátedras de teoría de la arquitectura, composición arquitectónica, taller de planificación y urbanismo y teoría del urbanismo. Y entre 1959 y 1969 ejerció la jefatura del Departamento de Arquitectura del Instituto Nacional de Bellas Artes (INBA).[cita requerida]
Participó activamente en diversas instituciones de nivel nacional e internacional. Entre otras, el Colegio de Arquitectos de México, la Sociedad de Arquitectos Mexicanos, la Asociación Mexicana de Críticos de Arte, el Consejo Internacional de Monumentos y Sitios (Icomos, el Subcomité de Museos de la UNESCO, y ejerció como presidenta de la Unión Internacional de Mujeres Arquitectas y vicepresidenta de Arquitectas Mexicanas.[cita requerida]

## Publicaciones
En el campo de la teoría de la arquitectura y el urbanismo, hizo importantes aportes. Escribió artículos y libros, como Meditaciones ante una crisis formal de la arquitectura; Treinta años de funcionalismo en la ESIA, Urbanismo y planificación en México, Anahuacalli y Arquitectura viva japonesa. Esto además de su valiosa gestión para la publicación de los Cuadernos de Arquitectura y Conservación del Patrimonio Artístico del INBA.[cita requerida]

## Pensamiento
En lo profesional rechazó el “internacionalismo” y la repetición e imitación de la cultura europea ajenas a las necesidades del pueblo y la geografía, en defensa de una arquitectura plural atenta a los factores culturales y a las circunstancias. Su mayor obra, realizada entre 1945 y 1957 con Diego Rivera y Juan O’Gorman, fue el Museo Anahuacalli en Coyoacán.[cita requerida]

## Vida privada
Fue hija del pintor Diego Rivera y de la escritora Guadalupe Marín. Fue la única esposa del artista y pintor mexicano Rafael Coronel, con quien tuvo un hijo. Con Pedro Alvarado tuvo dos. Murió tempranamente, a la edad de 42 años.